# Vincze János (rendező)
Vincze János (Dombóvár, 1947. július 15. –) Jászai Mari-díjas magyar rendező.

## Pályája
1965-ben érettségizett a dombóvári Gőgös Ignác Gimnáziumban, ezt követően a Pécsi Tanárképző Főiskolán, majd az ELTE Bölcsészettudományi karán szerzett diplomát magyar-történelem szakon. Gimnazista korától foglalkozik színházi rendezéssel, az 1965-ös Keszthelyi Helikonon az általa rendezett produkció a Helikon Nagydíját kapta.
1974-től 1977-ig a pécsi 500. sz. Ipari Szakmunkásképző Intézet és Szakközépiskola diákszínpadát vezette (Ötszázas Színpad), amely három alkalommal kapott arany minősítést, továbbá 1975-ben elnyerte a Keszthelyi Helikon Nagydíját.
Az Ötszázas Színpad volt tagjaiból, középiskolásokból és egyetemi, főiskolai hallgatókból alapította meg 1977-ben a Ságvári Művelődési Házban a Pécsi Nyitott Színpadot, majd ennek alapjain hozta létre 1986-ban a Harmadik Színházat. 1995. január 1-jétől ez az alternatív színház Pécsi Harmadik Színház elnevezéssel Pécs Megyei Jogú Város Közgyűlésének határozata alapján önkormányzati és állami támogatásban részesülő társulat nélküli, produkciókra szerveződő hivatásos színház lett. A Pécsi Harmadik Színházon kívül rendezett a Pécsi Nemzeti Színházban, a szolnoki Szigligeti Színházban, a Veszprémi Petőfi Színházban, a Kolozsvári Állami Magyar Színházban és a Budapesti Kamaraszínházban is.

## Főbb rendezései
- Örkény István: Pisti a vérzivatarban, Kulcskeresők, Forgatókönyv, Tóték
- Spiró György: Csirkefej, Kvartett (ősbemutató), Szappanopera (ősbemutató), Prah
- Pilinszky János: Gyerekek és katonák (ősbemutató)
- Nádas Péter: Találkozás
- Kornis Mihály: Halleluja
- Forgách András: Vitellius (ősbemutató)
- Füst Milán: Boldogtalanok
- Sławomir Mrożek: Emigránsok, Tangó
- Harold Pinter: A gondnok
- Friedrich Dürrenmatt: Angyal szállt le Babilonba
- Kiss Judit Ágnes: Prága, főpályaudvar
- Székely Csaba: Bányavirág
- Sarkadi Imre: Oszlopos Simeon

## Díjai
- 1984 Szocialista kultúráért kitüntetés
- 1989 Kiváló Népművelő
- 1990 Baranya Megye Tanácsa Közművelődési Díja
- 2000 Pécs Város Művészeti Díj
- 2001 Jászai Mari-díj